# Яков I Крупнишки
Яков I Крупнишки е български средновековен духовник от XV век, епископ на Крупнишката епархия. 

## Биография
Роден е в кюстендилското село Граница. Става епископ на Крупнишката епархия. Умира на 2 ноември 1448 година. Синовете му Йоасаф, Давид и Теофан възстановяват разрушения Рилски манастир около 1451 – 1460 година и възвръщат мощите на Свети Иван Рилски от Търново в манастира му в 1469 година.